# Melby Station
Melby Station er en dansk jernbanestation i Melby. Den blev åbnet i 1916 i forbindelse med Frederiksværk-Hundested Jernbanes åbning. Stationsbygningen blev nedrevet i maj 2020.